# Blixa Bargeld
Blixa Bargeld, właściwie Christian Emmerich (ur. 12 stycznia 1959 w Berlinie) – niemiecki muzyk, pisarz i aktor. 

## Życiorys
W 1980 założył awangardowy industrialny zespół Einstürzende Neubauten. W latach 1984–2003 współpracował z zespołem Nick Cave and the Bad Seeds, będąc gitarzystą. Autor wielu projektów, w tym "Rede/Speech". Współpracuje z włoskim kompozytorem muzyki teatralnej i filmowej Teho Teardo. Wystąpili razem m.in. w listopadzie 2018 na Industrial Festivalu we Wrocławiu.